# Сіммеспорт (Луїзіана)
Сіммеспорт (англ. Simmesport) — місто (англ. town) в США, в окрузі Авуаель штату Луїзіана. Населення — 1468 осіб (2020).

## Географія
Сіммеспорт розташований за координатами 30°58′51″ пн. ш. 91°48′51″ зх. д. / 30.98083° пн. ш. 91.81417° зх. д. (30.980701, -91.814029).  За даними Бюро перепису населення США в 2010 році місто мало площу 6,15 км², з яких 5,66 км² — суходіл та 0,49 км² — водойми.

## Демографія
Згідно з переписом 2010 року, у місті мешкала 2161 особа в 718 домогосподарствах у складі 448 родин. Густота населення становила 352 особи/км².  Було 854 помешкання (139/км²).
Расовий склад населення:
| - 49,4 % — білих - 48,5 % — чорних або афроамериканців - 0,5 % — корінних американців - 0,2 % — азіатів |

До двох чи більше рас належало 1,1 %. Частка іспаномовних становила 1,1 % від усіх жителів.
За віковим діапазоном населення розподілялося таким чином: 25,9 % — особи молодші 18 років, 60,4 % — особи у віці 18—64 років, 13,7 % — особи у віці 65 років та старші. Медіана віку мешканця становила 35,4 року. На 100 осіб жіночої статі у місті припадало 69,6 чоловіків;  на 100 жінок у віці від 18 років та старших — 59,1 чоловіків також старших 18 років.
Середній дохід на одне домашнє господарство  становив 29 109 доларів США (медіана — 21 964), а середній дохід на одну сім'ю — 34 051 долар (медіана — 27 165). Медіана доходів становила 32 011 долар для чоловіків та 17 292 долари для жінок. За межею бідності перебувало 44,8 % осіб, у тому числі 64,9 % дітей у віці до 18 років та 24,3 % осіб у віці 65 років та старших.
Цивільне працевлаштоване населення становило 472 особи. Основні галузі зайнятості: освіта, охорона здоров'я та соціальна допомога — 31,6 %, роздрібна торгівля — 21,8 %, мистецтво, розваги та відпочинок — 12,5 %, публічна адміністрація — 9,5 %.